# Marija z otrokom na prestolu med sv. Janezom Krstnikom in Boštjanom
Marija z otrokom na prestolu med sv. Janezom in Boštjanom je slika italijanskega renesančnega umetnika Pietra Perugina, ustvarjena leta 1493 in shranjena v galeriji Uffizi v Firencah.

## Zgodovina
Delo sta naročila Cornelia Salviati, vdova beneškega trgovca Giovannija Martinija, in njegov sin Roberto, za kapelo samostana San Domenico v Fiesoleju, ki jo je morda nekaj let pred tem obnovil Giuliano da Sangallo. Leta 1493 se je Perugino poročil s Chiaro Fancelli, hčerko arhitekta Luce Fancellija: obraz Marije je njen portret.
Leta 1786 je ploščo za 1000 italijanskih scudijev kupil Peter Leopold, veliki vojvoda Toskane, in je postala del bodoče galerije Uffizi. Prvotno kapelo je preuredil slikar Lorenzo di Credi; ta, ki je zdaj v cerkvi, je kopija Garibalda Ceccarellija.
Leta 1995 je bila obnovljena.

## Opis
Ozadje, tokrat z dvema obokoma, je eden od številnih portikov, ki jih je naslikal Perugino v 1480-ih in 1490-ih (v delih, kot sta oltar v Fanu ali Pietà. Značilna je tudi spokojna pokrajina s tankimi drevesi.
Marija sedi na visokem prestolu, okrašenem z groteskami na dnu, kjer je tudi signatura PETVS PERVSINVS PINXIT AN[NO MCCCCLXXXXIII (Pietro Perugia 1493). Otroka drži na kolenih, medtem ko gleda proti Janezu Krstniku na levi; Janez pa pokaže nanj. Na desni je običajna upodobitev sv. Boštjana, mučenega s puščicami, njegov kontemplativni pogled je usmerjen v nebesa.
Kompozicija je bila eden prvih primerov v Firencah novega sloga Sacra conversazione (svetega pogovora), ki sta ga v Benetkah razvila Antonello da Messina in Giovanni Bellini nekaj let pred tem, s piramidalnim razvojem, ki se osredotoča na osrednjo figuro Marije na visokem prestolu. Slika je tudi ena prvih Peruginovih, na kateri Marija ni več elegantna služkinja, temveč bolj zrela in stroga ženska, glede na bolj trezno vzdušje, ki ga je v Firencah uvedel Girolamo Savonarola. Drugi primer tega razvoja je Madona z detetom s sv. Katarino Aleksandrijsko v Umetnostnozgodovinskem muzeju na Dunaju.